# Draft NBA 2002
Il Draft NBA 2002 si è svolto il 26 giugno 2002 al Madison Square Garden di New York.
I Chicago Bulls ed i Golden State Warriors avevano entrambi il 22,5 percento di probabilità di scegliere per primi, ma gli Houston Rockets, con l'8,9 percento, vinsero la lotteria del 19 maggio. I Bulls ed i Warriors scelsero rispettivamente per secondi e per terzi. Per la violazione del salary cap nella stagione 2000-01, i Minnesota Timberwolves saltarono il primo turno di scelte.
Yao Ming è stato il primo giocatore internazionale senza esperienza di basket statunitense ad essere chiamato alla prima scelta assoluta. Il draft del 2002 ha avuto il record di giocatori internazionali chiamati, ben 17 di cui sei al primo giro. Al termine della stagione Amar'e Stoudemire è stato eletto Rookie of the Year. Nel 2005, Yao ha stabilito il record di voti ricevuti per l'All-Star Game con ben 2.558.278 preferenze ricevute. Luis Scola non ha giocato in NBA fino alla stagione 2007-08.
Dopo una promettente stagione da rookie, la seconda scelta Jay Williams, in seguito ad un brutto incidente stradale in moto in cui ha rischiato la vita, ha compromesso la sua carriera per le brutte fratture riportate.

## Giocatori scelti al 1º giro
|   | Indica un giocatore che è stato inserito nella Naismith Memorial Basketball Hall of Fame                 |
|   | Indica un giocatore che è stato selezionato per almeno un All-Star Game ed è inserito in un All-NBA Team |
|   | Indica un giocatore che è stato selezionato per almeno un All-Star Game                                  |
| * | Indica il giocatore che ha vinto il titolo di Rookie of the Year                                         |
|   | Indica un giocatore che non ha mai giocato una partita in NBA                                            |

| Scelta | Giocatore                    | Nazionalità | Squadra NBA                                                            | Scuola/ex squadra                       |
| ------ | ---------------------------- | ----------- | ---------------------------------------------------------------------- | --------------------------------------- |
| 1      | Yao Ming (C)                 | Cina        | Houston Rockets                                                        | Shanghai Sharks (Cina)                  |
| 2      | Jay Williams (PG)            | Stati Uniti | Chicago Bulls                                                          | Duke                                    |
| 3      | Mike Dunleavy (SF)           | Stati Uniti | Golden State Warriors                                                  | Duke                                    |
| 4      | Drew Gooden (PF)             | Stati Uniti | Memphis Grizzlies                                                      | Kansas                                  |
| 5      | Nik'oloz Tskit'ishvili (F/C) | Georgia     | Denver Nuggets                                                         | Benetton Treviso (Italia)               |
| 6      | Dajuan Wagner (G)            | Stati Uniti | Cleveland Cavaliers                                                    | Memphis                                 |
| 7      | Nenê (PF)                    | Brasile     | New York Knicks (ceduto a Denver)                                      | Vasco da Gama (Brasile)                 |
| 8      | Chris Wilcox (F/C)           | Stati Uniti | Los Angeles Clippers (da Atlanta)                                      | Maryland                                |
| 9      | Amar'e Stoudemire * (F/C)    | Stati Uniti | Phoenix Suns                                                           | Cypress Creek H.S. (Orlando, FL)        |
| 10     | Caron Butler (SF)            | Stati Uniti | Miami Heat                                                             | Connecticut                             |
| 11     | Jared Jeffries (F)           | Stati Uniti | Washington Wizards                                                     | Indiana                                 |
| 12     | Melvin Ely (PF)              | Stati Uniti | Los Angeles Clippers                                                   | Fresno State                            |
| 13     | Marcus Haislip (PF)          | Stati Uniti | Milwaukee Bucks                                                        | Tennessee                               |
| 14     | Fred Jones (SG)              | Stati Uniti | Indiana Pacers                                                         | Oregon                                  |
| 15     | Boštjan Nachbar (SF)         | Slovenia    | Houston Rockets (da Toronto)                                           | Benetton Treviso (Italia)               |
| 16     | Jiří Welsch (G/F)            | Rep. Ceca   | Philadelphia 76ers (ceduto a Golden State)                             | Union Olimpija (Slovenia)               |
| 17     | Juan Dixon (G)               | Stati Uniti | Washington Wizards (from New Orleans)                                  | Maryland                                |
| 18     | Curtis Borchardt (C)         | Stati Uniti | Orlando Magic (ceduto a Utah)                                          | Stanford                                |
| 19     | Ryan Humphrey (PF)           | Stati Uniti | Utah Jazz (ceduto a Orlando)                                           | Notre Dame                              |
| 20     | Kareem Rush (SG)             | Stati Uniti | Toronto Raptors (da Seattle via New York, ceduto a Los Angeles Lakers) | Missouri                                |
| 21     | Qyntel Woods (SF)            | Stati Uniti | Portland Trail Blazers                                                 | Northeast Mississippi C.C.              |
| 22     | Casey Jacobsen (SG)          | Stati Uniti | Phoenix Suns (da Boston)                                               | Stanford                                |
| 23     | Tayshaun Prince (SF)         | Stati Uniti | Detroit Pistons                                                        | Kentucky                                |
| 24     | Nenad Krstić (F/C)           | Jugoslavia  | New Jersey Nets                                                        | Partizan Belgrado (Sinalco Superleague) |
| 25     | Frank Williams (PG)          | Stati Uniti | Denver Nuggets (da Dallas, ceduto a New York)                          | Illinois                                |
| 26     | John Salmons (G/F)           | Stati Uniti | San Antonio Spurs (ceduto a Philadelphia)                              | Miami (FL)                              |
| 27     | Chris Jefferies (SF)         | Stati Uniti | Los Angeles Lakers (ceduto a Toronto)                                  | Fresno State                            |
| 28     | Dan Dickau (PG)              | Stati Uniti | Sacramento Kings (ceduto a Atlanta)                                    | Gonzaga                                 |

## Giocatori scelti al 2º giro
| Scelta | Giocatore                | Nazionalità            | Squadra NBA                                        | Scuola/ex squadra                       |
| ------ | ------------------------ | ---------------------- | -------------------------------------------------- | --------------------------------------- |
| 29     | Steve Logan (PG)         | Stati Uniti            | Golden State Warriors                              | Cincinnati                              |
| 30     | Roger Mason (SG)         | Stati Uniti            | Chicago Bulls                                      | Virginia                                |
| 31     | Robert Archibald (PF)    | Regno Unito            | Memphis Grizzlies                                  | Illinois                                |
| 32     | Vincent Yarbrough (SF)   | Stati Uniti            | Denver Nuggets                                     | Tennessee                               |
| 33     | Dan Gadzuric (C)         | Paesi Bassi            | Milwaukee Bucks (da Houston)                       | UCLA                                    |
| 34     | Carlos Boozer (PF)       | Stati Uniti            | Cleveland Cavaliers                                | Duke                                    |
| 35     | Miloš Vujanić (PG)       | Template:YUG 1993-2002 | New York Knicks                                    | Partizan Belgrado (Sinalco Superleague) |
| 36     | David Andersen (C)       | Australia              | Atlanta Hawks                                      | Virtus Bologna (Italia)                 |
| 37     | Tito Maddox (PG)         | Stati Uniti            | Houston Rockets (da Miami)                         | Fresno State                            |
| 38     | Rod Grizzard (SG)        | Stati Uniti            | Washington Wizards (da Phoenix via Denver)         | Alabama                                 |
| 39     | Juan Carlos Navarro (PG) | Spagna                 | Washington Wizards                                 | FC Barcelona (Spagna)                   |
| 40     | Mario Kasun (C)          | Croazia                | Los Angeles Clippers                               | Deutsche Bank Skyliners (Germania)      |
| 41     | Ronald Murray (SG)       | Stati Uniti            | Milwaukee Bucks                                    | Shaw                                    |
| 42     | Jason Jennings (C)       | Stati Uniti            | Portland Trail Blazers (da Toronto via Chicago)    | Arkansas State                          |
| 43     | Lonny Baxter (PF)        | Stati Uniti            | Chicago Bulls (da Indiana)                         | Maryland                                |
| 44     | Sam Clancy (PF)          | Stati Uniti            | Philadelphia 76ers                                 | Southern California                     |
| 45     | Matt Barnes (SF)         | Stati Uniti            | Memphis Grizzlies (da Orlando)                     | UCLA                                    |
| 46     | Jamal Sampson (C)        | Stati Uniti            | Utah Jazz (ceduto a Orlando)                       | California                              |
| 47     | Chris Owens (PF)         | Stati Uniti            | Milwaukee Bucks (da New Orleans, ceduto a Memphis) | Texas                                   |
| 48     | Peter Fehse (PF)         | Germania               | Seattle SuperSonics                                | Halle (Germania)                        |
| 49     | Darius Songaila (PF)     | Lituania               | Boston Celtics                                     | Wake Forest                             |
| 50     | Federico Kammerichs (SF) | Argentina              | Portland Trail Blazers                             | Ourense (Spagna)                        |
| 51     | Marcus Taylor (PG)       | Stati Uniti            | Minnesota Timberwolves                             | Michigan State                          |
| 52     | Rasual Butler (SF)       | Stati Uniti            | Miami Heat (da Detroit via Toronto e Houston)      | La Salle                                |
| 53     | Tamar Slay (SG)          | Stati Uniti            | New Jersey Nets                                    | Marshall                                |
| 54     | Mladen Šekularac (SG)    | Template:YUG 1993-2002 | Dallas Mavericks                                   | FMP Železnik (Sinalco Superleague)      |
| 55     | Luis Scola (PF)          | Argentina              | San Antonio Spurs (da L.A. Lakers)                 | TAU Cerámica (Spagna)                   |
| 56     | Randy Holcomb (PF)       | Stati Uniti            | San Antonio Spurs (ceduto a Philadelphia)          | San Diego State                         |
| 57     | Corsley Edwards (PF)     | Stati Uniti            | Sacramento Kings                                   | Central Connecticut                     |

- Nota: PG = Playmaker; SG = Guardia; SF = Ala piccola; PF = Ala grande; C = Centro